# Livre blanc de la transition nationale de la Catalogne
Le Livre blanc de la transition nationale de la Catalogne (en catalan Llibre blanc de la Transició Nacional de Catalunya) est un livre blanc sur le processus d'indépendance présenté le 29 septembre 2014 par le gouvernement de Catalogne. Il est composé de 19 rapports rédigés par le conseil consultatif pour la transition nationale, qui portent sur les étapes du processus souverainiste, les conditions juridiques et financières d'une éventuelle indépendance de la Catalogne, les institutions du futur État, et ses relations avec l'Espagne, l'Union européenne et la communauté internationale.

## Description
Le gouvernement d'Artur Mas, investi en décembre 2012, s'est engagé à appliquer un programme indépendantiste et à organiser une consultation d'autodétermination en 2014. Le conseil consultatif pour la transition nationale (CATN), créé en février 2013, est un groupe d'experts qui a pour mission de conseiller le gouvernement sur ce processus. Entre avril 2013 et juillet 2014, il rédige 18 rapports thématiques qui analysent les conditions et les conséquences du projet d'indépendance, et formulent des recommandations pour la création du nouvel État.
Le Livre blanc de la transition nationale, publié le 29 septembre 2014, est un recueil des travaux du conseil consultatif pour la transition nationale, accompagné d'une synthèse générale. Il vise à démontrer que le projet indépendantiste est viable sur le plan juridique, politique, économique et financier, et à identifier les étapes de la création du nouvel État et de son intégration à la communauté internationale.
Un 19e rapport, consacré au bilan de la consultation d'autodétermination du 9 novembre 2014, est ajouté au livre blanc en avril 2015.

## Contenu

### Rapportno1sur la consultation de juillet 2013
Le rapport no 1 sur la consultation sur l'avenir politique de la Catalogne, remis au gouvernement en juillet 2013, étudie les différentes voies légales permettant d'organiser la consultation d'autodétermination souhaitée par le gouvernement.
Il confirme les cinq solutions juridiques identifiées par l'Institut d'études autonomiques dans son rapport de février 2013 : un référendum organisé par l'État, le transfert de compétence de l'État à la Généralité pour convoquer un référendum, une consultation régie par la loi catalane sur les consultations populaires par voie de référendum de 2010, l'adoption du projet de loi sur les consultations populaires non référendaires en cours d'examen au Parlement de Catalogne, ou une réforme de la Constitution.
Dans le cas où l'État bloquerait toute forme de consultation, le CATN propose l'organisation d'élections plébiscitaires, c'est-à-dire d'élections législatives dont l'enjeu politique serait la question de l'autodétermination. Enfin, le rapport étudie la possibilité d'une déclaration unilatérale d'indépendance, qui serait l'ultime recours après l'épuisement de toutes les voies légales.
Le rapport propose des indications sur la formulation de la question de la consultation, qui doit être « claire et neutre », et sur son calendrier. Il recommande que le vote ait lieu dans les derniers mois de l'année 2014, et d'éviter la date du 11 septembre, jour de fête nationale, en raison de son importante charge symbolique. Il évalue les risques juridiques d'une consultation illégale, qui incluent la faculté pour l'État de suspendre l'autonomie de la Généralité et de prononcer la destitution et des peines de prison pour son président.

### Rapportsno2à 5 de décembre 2013
Le conseil consultatif pour la transition nationale remet quatre rapports au gouvernement en décembre 2013.
Le rapport no 2 sur l'administration fiscale de la Catalogne décrit les institutions dont aurait besoin le nouvel État dans ce domaine. Il donne plusieurs estimations des ressources fiscales annuelles dont disposerait le nouvel État, qui seraient situées entre 70 milliards d'euros et 100 milliards d'euros selon le modèle de prélèvements obligatoires qui serait adopté. Le budget de l'Agence tributaire de Catalogne (ca) (ATC) serait de 400 millions d'euros par an, et 7000 à 8000 fonctionnaires seraient nécessaires pour assurer ses missions, suivant la moyenne européenne de 1000 agents des impôts par million d'habitants. En particulier, l'administration fiscale devrait compter 200 à 300 inspecteurs des impôts, et 300 à 500 policiers spécialisés dans la lutte contre la délinquance fiscale et le contrôle douanier. Le rapport souligne que la transition serait facilitée si elle bénéficiait de la coopération du gouvernement espagnol, qui pourrait transférer les impôts à la Catalogne, et avec eux les moyens humains, matériels et technologiques de les collecter, notamment les données fiscales des contribuables.
Le rapport no 3 sur les relations de coopération entre la Catalogne et l'État espagnol conclut que la Catalogne indépendante devrait rechercher un lien d'alliance avec l'Espagne. Selon le CATN, l'indépendance serait une opportunité pour construire une relation plus constructive et égalitaire entre elles. Le rapport recommande d'instituer un Conseil ibérique, sur le modèle du Benelux et du Conseil nordique, pour favoriser la coopération entre la Catalogne, l'Espagne, le Portugal et l'Andorre. Alternativement, il propose un conseil bilatéral entre la Catalogne et l'Espagne.
Le rapport no 4 sur l'internationalisation de la consultation et du processus d'autodétermination étudie les arguments que peut faire valoir le gouvernement pour obtenir le soutien de la communauté internationale. Il préconise de présenter le processus souverainiste comme l'exercice du droit des peuples à disposer d'eux-mêmes, qui est un principe démocratique et qui est reconnu en droit international, et de souligner le rôle positif que pourrait jouer une Catalogne indépendante dans le monde, notamment par son engagement en faveur de la démocratie et de la construction européenne. Le CATN conclut également que l'action extérieure doit être une priorité du gouvernement, et recommande de préparer la création de la future administration des affaires étrangères.
Le rapport no 5 sur les technologies de l'information et de la communication en Catalogne traite des aspects administratifs et techniques d'une éventuelle indépendance dans le domaine de l'information. Il analyse ses conséquences sur la sécurité des infrastructures et des réseaux, la protection des données, le cadre légal des communications électroniques, la télévision, la radio, la téléphonie et Internet. Il conclut notamment que les capacités administratives existantes du Centre de sécurité de l'information de la Catalogne (ca) (CESICAT) seraient insuffisantes pour assurer la protection du nouvel État contre les cyberattaques.
Les travaux du conseil consultatif pour la transition nationale sont critiqués par le parti d'opposition unioniste Ciutadans (C's). Son porte-parole, Jordi Cañas, accuse les partis de la majorité parlementaire de « planifier un véritable coup d'État ».

### Rapportno6sur les relations avec l'Union européenne d'avril 2014
Le rapport no 6 sur les voies d'intégration de la Catalogne à l'Union européenne étudie les voies légales que pourrait emprunter le nouvel État pour accéder au statut de membre de l'Union européenne. Il souligne que le droit européen ne prévoit pas la situation dans laquelle une partie d'un État accèderait à l'indépendance, de sorte que ni l'exclusion, ni le maintien dans l'Union ne peuvent être considérées comme certaines. Selon le CATN, l'attitude de l'Union dépendra de la volonté politique et des intérêts économiques en présence.
Le rapport identifie quatre scénarios possibles après l'indépendance :
- le maintien dans l'Union, ce qui impliquerait une révision mineure des traités ;
- l'adhésion rapide par une procédure accélérée ;
- la procédure normale d'adhésion ;
- la non-reconnaissance du nouvel État par l'Union.

Il conclut que les deux premiers scénarios sont les plus probables.

### Rapportsno7à 10 de juillet 2014
Le conseil consultatif pour la transition nationale remet quatre rapports au gouvernement le 14 juillet 2014.
Le rapport no 7 sur la répartition des actifs et des passifs étudie les conditions financières de l'indépendance de la Catalogne. Il recommande que celles-ci soient négociées entre le nouvel État, l'État espagnol, les institutions monétaires internationales, l'Union européenne et les créanciers internationaux. Le CATN identifie quatre principes de négociation : le principe de proportionnalité, le principe d'équité, le principe de territorialité et le principe de transparence. Ainsi, il propose que la Catalogne indépendante assume la part de la dette publique espagnole correspondant aux dépenses effectuées sur son territoire et à son poids démographique. Il indique que la reprise des dettes devrait être conditionnée au transfert d'une part équivalente des actifs de l'État espagnol vers le nouvel État, notamment ceux qui sont liés à son territoire ou nécessaires au fonctionnement de ses institutions, et les données et registres relatifs à sa population.
Le rapport no 8 sur la politique monétaire, la banque centrale et la supervision du système financier traite du régime monétaire qu'adopterait le nouvel État. Il écarte l'hypothèse de la création d'une nouvelle monnaie nationale, en raison du coût excessif du changement de monnaie, et préconise de conserver l'euro. Le CATN conclut que le nouvel État pourrait continuer à utiliser la monnaie commune, même s'il n'accédait pas immédiatement au statut de membre de l'Union européenne. Dans cette situation, il recommande de conclure un accord monétaire avec l'Union européenne, comme ceux qui sont applicables à l'Andorre et à Monaco.
Le rapport no 9 sur l'approvisionnement en eau et en énergie analyse les ressources et les infrastructures dont disposerait la Catalogne indépendante. Il recommande d'assurer la continuité des activités des fournisseurs d'énergie et de poursuivre les contrats en cours pendant la phase de transition, et souligne l'importance de garantir la sécurité des approvisionnements. Il conclut également que les ressources hydriques du pays sont suffisantes.
Le rapport no 10 sur le processus constituant distingue deux phases de l'accession à l'indépendance.
- La première phase est la période de transition avant la proclamation de l'indépendance. Selon le CATN, le gouvernement catalan devrait négocier avec l'État espagnol les conditions de l'indépendance, prendre contact avec la communauté internationale pour obtenir la reconnaissance du nouvel État, ouvrir les discussions d'adhésion avec l'Union européenne et les organisations internationales, et construire les institutions du nouvel État. Le rapport souligne l'importance de la collaboration avec l'État espagnol. Si celle-ci était impossible, il conclut que la proclamation unilatérale de l'indépendance devrait être envisagée. Dans le cas où l'État espagnol adopterait une attitude ouvertement hostile, le rapport préconise de solliciter une médiation internationale.
- La deuxième phase du processus constituant intervient après la proclamation d'indépendance. Le CATN recommande de procéder en trois étapes : adopter une constitution provisoire, élire une assemblée constituante, puis élaborer la nouvelle constitution[17].

### Rapportsno11à 18 de juillet 2014
Le conseil consultatif pour la transition nationale publie huit nouveaux rapports le 28 juillet 2014, qui achèvent son programme de travail.
Le rapport no 11 sur les relations commerciales entre la Catalogne et l'Espagne conclut que l'indépendance de la Catalogne ne porterait pas atteinte à ses intérêts commerciaux, car le libre-échange avec les autres pays européens serait maintenu. Il estime qu'un boycott des produits catalans par les consommateurs espagnols est probable, mais qu'il serait limité à quelques produits et de courte durée. Ce boycott pourrait causer une perte de 1 à 2 points de PIB, mais qui serait compensée par la fin des transferts financiers à l'État central.
Le rapport no 12 sur les autorités de régulation et les structures administratives exigées par l'Union européenne identifie les services qui devraient être créés ou renforcés pour adhérer à l'Union. Y figurent notamment une banque centrale, un système judiciaire et une agence chargée de la sécurité sociale.
Le rapport no 13 sur l'intégration à la communauté internationale étudie les démarches que devrait entreprendre la Catalogne indépendante pour s'insérer dans la communauté internationale. Il note que la reconnaissance internationale est un processus long, pour des raisons politiques et techniques. Le nouvel État s'intégrerait également à la communauté internationale en concluant des traités internationaux et en adhérant à des organisations internationales. Le rapport conclut que la participation à des organisations comme l'ONU, le FMI et le Conseil de l'Europe est une étape importante, mais qu'elle prendra du temps.
Le rapport no 14 sur le pouvoir judiciaire et l'administration de la justice présente les conséquences d'une éventuelle indépendance sur la justice. Il estime que ses effets immédiats seraient limités : l'organisation du système judiciaire, les moyens en personnel et les règles de procédure resteraient inchangées. Le rapport préconise d'adopter une loi pour garantir le bilinguisme catalan et espagnol de l'administration judiciaire. Il ne définit pas le rôle du pouvoir judiciaire dans le nouvel État, indiquant qu'il devrait être fixé par la constitution.
Le rapport no 15 sur la sécurité sociale catalane conclut que le nouvel État serait en mesure de maintenir le niveau de protection sociale antérieur à l'indépendance.
Le rapport no 16 sur la succession des ordres juridiques et des administrations analyse les conditions juridiques de l'indépendance. Pour garantir la sécurité juridique, il recommande que la constitution provisoire ou la loi prévoie que toutes les normes antérieures à l'indépendance demeurent en vigueur tant qu'elles n'ont pas été modifiées par les autorités du nouvel État. Les administrations catalanes succèderaient à celles de l'État espagnol et devraient assurer la continuité du service public. Le CATN recommande également que le personnel des nouvelles administrations soit principalement constitué des anciens agents de l'État espagnol.
Le rapport no 17 sur la sécurité intérieure et internationale de la Catalogne ne tranche pas la question de savoir si celle-ci devrait se doter ou non d'une armée. Il présente les différentes options : soit créer une armée conventionnelle, soit renoncer à cette faculté et, alternativement, militariser une partie des Mossos d'Esquadra ou créer une garde nationale. Le rapport conclut également à la nécessité de doter le nouvel État d'une agence de renseignement.
Le rapport no 18 sur la viabilité fiscale et financière d'une Catalogne indépendante analyse la situation financière dans laquelle se trouverait le pays après son indépendance. Il conclut que, si aucun accord n'était obtenu avec l'État espagnol, le coût de l'indépendance unilatérale serait 4 et 5 milliards d'euros au cours des premiers mois, qui devraient être couverts par l'endettement. Il souligne l'importance de disposer d'une administration fiscale opérationnelle le plus rapidement possible. A moyen terme, le budget du nouvel État serait en excédent de 11,6 milliards d'euros, soit 5,95 % du PIB. En effet, les dépenses publiques supplémentaires et le coût de la participation aux organisations internationales seraient plus que compensés par les nouveaux prélèvements obligatoires et la fin de la contribution au financement du déficit budgétaire de l'État espagnol.

### Rapportno19sur le bilan de la consultation d'avril 2015
En mars 2015, le gouvernement demande au conseil consultatif pour la transition nationale de rédiger un rapport sur le bilan de la consultation d'autodétermination du 9 novembre 2014.
Le rapport no 19 analyse les étapes du processus souverainiste suivies depuis 2012, et conclut que les élections plébiscitaires prévues le 27 septembre 2015 sont « l'unique voie » encore ouverte pour consulter légalement le peuple catalan, après le blocage par l'État espagnol des tentatives d'organiser une consultation des citoyens.